# Kristi Harrower
Kristi Harrower (ur. 4 marca 1975) – australijska koszykarka, czterokrotna medalistka olimpijska – z Sydney (2000), Aten (2004), Pekinu (2008) Londynu (2012). W latach 1998 – 2005 grała w WNBA dla Phoenix Mercury oraz Minnesota Lynx. Od 2009 roku gra dla Los Angeles Sparks.

## Kariera międzynarodowa
- 1997-1999 :  Adelaide Lightning
- 1999-2000 :  Melbourne Tigers
- 2000-2001 :  GoldZack Wuppertal
- 2002-2005 :  Aix-en-Provence
- 2005-2007 :  US Valenciennes
- 2007-2008 :  UMMC Ekaterinbourg
- 2008-2009 :  Bendigo Braves
- 2009-nadal : Bendigo Spirit

## Osiągnięcia
Indywidualne
- MVP WNBL (2010)
- Defensywna zawodniczka roku WNBL (2013)
- Liderka WNBL w asystach (2009, 2010, 2013, 2014)

Reprezentacja
- Liderka igrzysk olimpijskich w asystach (2008)